# Grand Prix Belgie 1978
Grand Prix Belgie 1978 (oficiálně XXXVI GROTE PRIJS VAN BELGIE) se jela na okruhu Zolder v Limburk v Belgii dne 21. května 1978. Závod byl šestým v pořadí v sezóně 1978 šampionátu Formule 1.

## Kvalifikace
| Poř. | No. | Jezdec                | Konstruktér              | Čas     | Ztráta |
| ---- | --- | --------------------- | ------------------------ | ------- | ------ |
| 1    | 5   | Mario Andretti        | Lotus-Ford               | 1.20.90 | —      |
| 2    | 11  | Carlos Reutemann      | Ferrari                  | 1.21.69 | +0.79  |
| 3    | 1   | Niki Lauda            | Brabham-Alfa Romeo       | 1.21.70 | +0.80  |
| 4    | 12  | Gilles Villeneuve     | Ferrari                  | 1.21.77 | +0.87  |
| 5    | 20  | Jody Scheckter        | Wolf-Ford                | 1.22.12 | +1.22  |
| 6    | 7   | James Hunt            | McLaren-Ford             | 1.22.50 | +1.60  |
| 7    | 6   | Ronnie Peterson       | Lotus-Ford               | 1.22.62 | +1.72  |
| 8    | 35  | Riccardo Patrese      | Arrows-Ford              | 1.23.25 | +2.35  |
| 9    | 2   | John Watson           | Brabham-Alfa Romeo       | 1.23.26 | +2.36  |
| 10   | 15  | Jean-Pierre Jabouille | Renault                  | 1.23.58 | +2.68  |
| 11   | 27  | Alan Jones            | Williams-Ford            | 1.23.71 | +2.81  |
| 12   | 19  | Vittorio Brambilla    | Surtees-Ford             | 1.23.78 | +2.88  |
| 13   | 4   | Patrick Depailler     | Tyrrell-Ford             | 1.23.82 | +2.92  |
| 14   | 26  | Jacques Laffite       | Ligier-Matra             | 1.23.90 | +3.00  |
| 15   | 14  | Emerson Fittipaldi    | Fittipaldi-Ford          | 1.24.11 | +3.21  |
| 16   | 9   | Jochen Mass           | ATS-Ford                 | 1.24.14 | +3.24  |
| 17   | 36  | Rolf Stommelen        | Arrows-Ford              | 1.24.14 | +3.24  |
| 18   | 17  | Clay Regazzoni        | Shadow-Ford              | 1.24.18 | +3.28  |
| 19   | 31  | René Arnoux           | Automobiles Martini-Ford | 1.24.28 | +3.38  |
| 20   | 16  | Hans-Joachim Stuck    | Shadow-Ford              | 1.24.47 | +3.57  |
| 21   | 33  | Bruno Giacomelli      | McLaren-Ford             | 1.24.81 | +3.91  |
| 22   | 22  | Jacky Ickx            | Ensign-Ford              | 1.24.82 | +3.92  |
| 23   | 3   | Didier Pironi         | Tyrrell-Ford             | 1.24.85 | +3.95  |
| 24   | 30  | Brett Lunger          | McLaren-Ford             | 1.24.99 | +4.09  |
| DNQ  | 18  | Rupert Keegan         | Surtees-Ford             | 1.25.40 | +4.50  |
| DNQ  | 24  | Derek Daly            | Hesketh-Ford             | 1.25.69 | +4.79  |
| DNQ  | 32  | Keke Rosberg          | Theodore-Ford            | 1.25.87 | +4.97  |
| DNQ  | 10  | Alberto Colombo       | ATS-Ford                 | 1.26.01 | +5.11  |

## Závod
| Poř.   | No. | Jezdec                | Konstruktér        | Počet kol | Čas/Odstoupení | Pořadí na startu | Body |
| ------ | --- | --------------------- | ------------------ | --------- | -------------- | ---------------- | ---- |
| 1      | 5   | Mario Andretti        | Lotus-Ford         | 70        | 1:39:52.02     | 1                | 9    |
| 2      | 6   | Ronnie Peterson       | Lotus-Ford         | 70        | + 9.90         | 7                | 6    |
| 3      | 11  | Carlos Reutemann      | Ferrari            | 70        | + 24.34        | 2                | 4    |
| 4      | 12  | Gilles Villeneuve     | Ferrari            | 70        | + 47.04        | 4                | 3    |
| 5      | 26  | Jacques Laffite       | Ligier-Matra       | 69        | Nehoda         | 14               | 2    |
| 6      | 3   | Didier Pironi         | Tyrrell-Ford       | 69        | + 1 kolo       | 23               | 1    |
| 7      | 30  | Brett Lunger          | McLaren-Ford       | 69        | + 1 kolo       | 24               |      |
| 8      | 33  | Bruno Giacomelli      | McLaren-Ford       | 69        | + 1 kolo       | 21               |      |
| 9      | 31  | René Arnoux           | Martini-Ford       | 68        | + 2 kola       | 19               |      |
| 10     | 27  | Alan Jones            | Williams-Ford      | 68        | + 2 kola       | 11               |      |
| 11     | 9   | Jochen Mass           | ATS-Ford           | 68        | + 2 kola       | 16               |      |
| 12     | 22  | Jacky Ickx            | Ensign-Ford        | 64        | + 6 kol        | 22               |      |
| 13     | 19  | Vittorio Brambilla    | Surtees-Ford       | 63        | Motor          | 12               |      |
| Ret    | 16  | Hans-Joachim Stuck    | Shadow-Ford        | 56        | Motor          | 10               |      |
| NC     | 15  | Jean-Pierre Jabouille | Renault            | 56        | + 14 kol       | 20               |      |
| Ret    | 20  | Jody Scheckter        | Wolf-Ford          | 53        | Motor          | 5                |      |
| Ret    | 4   | Patrick Depailler     | Tyrrell-Ford       | 51        | Převodovka     | 13               |      |
| Ret    | 17  | Clay Regazzoni        | Shadow-Ford        | 40        | Převodovka     | 18               |      |
| Ret    | 35  | Riccardo Patrese      | Arrows-Ford        | 31        | Zavěšení       | 8                |      |
| Ret    | 36  | Rolf Stommelen        | Arrows-Ford        | 26        | Motor          | 17               |      |
| Ret    | 2   | John Watson           | Brabham-Alfa Romeo | 18        | Nehoda         | 9                |      |
| Ret    | 1   | Niki Lauda            | Brabham-Alfa Romeo | 0         | Nehoda         | 3                |      |
| Ret    | 7   | James Hunt            | McLaren-Ford       | 0         | Nehoda         | 6                |      |
| Ret    | 14  | Emerson Fittipaldi    | Fittipaldi-Ford    | 0         | Nehoda         | 15               |      |
| DNQ    | 18  | Rupert Keegan         | Surtees-Ford       |           |                |                  |      |
| DNQ    | 24  | Derek Daly            | Hesketh-Ford       |           |                |                  |      |
| DNQ    | 32  | Keke Rosberg          | Theodore-Ford      |           |                |                  |      |
| DNQ    | 10  | Alberto Colombo       | ATS-Ford           |           |                |                  |      |
| DNPQ   | 25  | Héctor Rebaque        | Lotus-Ford         |           |                |                  |      |
| DNPQ   | 37  | Arturo Merzario       | Merzario-Ford      |           |                |                  |      |
| DNP    | 23  | Bernard de Dryver     | Ensign-Ford        |           |                |                  |      |
| DNP    | 29  | Patrick Nève          | March-Ford         |           |                |                  |      |
| Zdroj: |     |                       |                    |           |                |                  |      |

## Průběžné pořadí po závodě
Pohár jezdců
| Pořadí | Jezdec            | Body |
| ------ | ----------------- | ---- |
| 1      | Mario Andretti    | 27   |
| 2      | Patrick Depailler | 23   |
| 3      | Carlos Reutemann  | 22   |
| 4      | Ronnie Peterson   | 20   |
| 5      | Niki Lauda        | 16   |
| Zdroj: |                   |      |

Pohár konstruktérů
| Pořadí | Konstruktér        | Body |
| ------ | ------------------ | ---- |
| 1      | Lotus-Ford         | 36   |
| 2      | Tyrrell-Ford       | 25   |
| 3      | Ferrari            | 22   |
| 4      | Brabham-Alfa Romeo | 20   |
| 5      | Fittipaldi-Ford    | 6    |
| Zdroj: |                    |      |